# Puchar Islandii w piłce nożnej (1963)
Puchar Islandii w piłce nożnej mężczyzn 1963 – 4. edycja rozgrywek mających na celu wyłonienie zdobywcy Pucharu Islandii. Tytułu broniła drużyna KR. Na każdym etapie pucharu rozgrywany był jeden mecz pomiędzy zespołami. Mecz finałowy odbył się na stadionie Melavöllur w Reykjavíku, gdzie puchar czwarty raz z rzędu wywalczyła drużyna KR.

## Pierwsza runda
W pierwszej rundzie wzięło udział osiem zespołów, w tym pięć zespołów rezerw i trzy zespoły z 2. deild.
| 10 sierpnia 1963 | Akraness B | 2:0Raport | Valur B | Melavöllur, Reykjavík |
|                  |            |           |         |                       |

| 11 sierpnia 1963 | ÍB Ísafjörður | 2:1Raport | Breiðablik | Ísafjarðarvöllur, Ísafjörður |
|                  |               |           |            |                              |

| 13 sierpnia 1963 | Víkingur Reykjavík | 1:0Raport | Keflavík | Melavöllur, Reykjavík |
|                  |                    |           |          |                       |

| 14 sierpnia 1963 | Þróttur Reykjavík B | 9:2Raport | KR B | Melavöllur, Reykjavík |
|                  |                     |           |      |                       |

## Druga runda
W drugiej rundzie do zwycięzców pierwszej rundy dołączyły trzy zespoły z 2. deild – Þróttur Reykjavík, ÍB Hafnarfjörður oraz ÍB Vestmannaeyja – a także zespół rezerw Fram B.
| 11 sierpnia 1963 | ÍB Hafnarfjörður | 2:2Raport | Fram B | Hvaleyrarholtsvöllur, Hafnarfjörður |
|                  |                  |           |        |                                     |

| 17 sierpnia 1963 | ÍB Vestmannaeyja | 5:1Raport | Þróttur Reykjavík | Hásteinsvöllur, Vestmannaeyjar |
|                  |                  |           |                   |                                |

| 24 sierpnia 1963 | Akraness B | 5:0Raport | ÍB Ísafjörður | Akranesvöllur, Akranes |
|                  |            |           |               |                        |

| 11 września 1963 | Víkingur Reykjavík | 2:1Raport | Þróttur Reykjavík B | Melavöllur, Reykjavík |
|                  |                    |           |                     |                       |

### Powtórki
W meczu drugiej rundy pomiędzy zespołami ÍB Hafnarfjörður oraz Fram B padł remis, w związku z czym 4 września 1963 roku rozegrany został dodatkowy mecz rozstrzygający o awansie do kolejnej rundy.
| 4 września 1963 | ÍB Hafnarfjörður | 4:1Raport | Fram B | Melavöllur, Reykjavík |
|                 |                  |           |        |                       |

## Trzecia runda
W trzeciej rundzie rozegrane zostały dwa mecze pomiędzy zwycięzcami drugiej rundy.
| 15 września 1963 | ÍB Hafnarfjörður | 1:3Raport | ÍB Vestmannaeyja | Hvaleyrarholtsvöllur, Hafnarfjörður |
|                  |                  |           |                  |                                     |

| 15 września 1963 | Akraness B | 2:1Raport | Víkingur Reykjavík | Akranesvöllur, Akranes |
|                  |            |           |                    |                        |

## Ćwierćfinał
W ćwierćfinale do zwycięzców poprzedniej rundy dołączyło sześć zespołów reprezentujących 1. deild islandzką w sezonie 1963 – KR, Fram, Valur, ÍBA Akureyri, Keflavík oraz Akraness.
| 22 września 1963 | Fram | 1:4Raport | Akraness | Melavöllur, Reykjavík |
|                  |      |           |          |                       |

| 22 września 1963 | Akraness B | 2:3Raport | KR | Melavöllur, Reykjavík |
|                  |            |           |    |                       |

| 22 września 1963 | ÍBA Akureyri | 0:2Raport | Keflavík | Akureyrarvöllur, Akureyri |
|                  |              |           |          |                           |

| 25 września 1963 | Valur | 2:0Raport | ÍB Vestmannaeyja | Melavöllur, Reykjavík |
|                  |       |           |                  |                       |

## Półfinał
Do półfinału awansowali zwycięzcy meczów ćwierćfinałowych, wszyscy reprezentujący 1. deild.
| 29 września 1963 14:00 | Akraness | 6:1Raport | Valur | Melavöllur, Reykjavík Sędzia: Baldur Þórðarson |
|                        |          |           |       |                                                |

| 29 września 1963 17:00 | KR | 3:2Raport | Keflavík | Melavöllur, Reykjavík Sędzia: Magnús Pétursson |
|                        |    |           |          |                                                |

## Finał
Mecz finałowy został rozegrany 6 października 1963 roku o godzinie 16:00 na stadionie Melavöllur w Reykjavíku. W spotkaniu udział wzięły drużyny KR oraz Akraness. Mecz zakończył się zwycięstwem 4:1 pierwszej z tych drużyn. W rezultacie KR obronił tytuł zdobywcy Pucharu Islandii.
| 6 października 1962 16:00 | KR · Sigurþór Jakobsson 26', 51' · Gunnar Guðmannsson 68' · Gunnar Felixson 85' | 4:1(1:1)Raport | Akraness · Þórður Þórðarsson 27' | Melavöllur, Reykjavík Sędzia: Hannes Þ. Sigurðsson |
|                           |                                                                                 |                |                                  |                                                    |